# ژاک گروگ
ژاک گروگ (انگلیسی: Jacques Groag; ۵ فوریهٔ ۱۸۹۲ – ۲۸ ژانویهٔ ۱۹۶۲) معمار، طراح و نقاش اهل اتریش بود.